# 佐渡西三川ゴールドパーク
佐渡西三川ゴールドパーク（さどにしみかわゴールドパーク）は、新潟県佐渡市西三川にある砂金掘り体験を目玉にしたテーマパーク。テーマの対象となる西三川砂金山とその周辺は「佐渡西三川の砂金山由来の農山村景観」として国の重要文化的景観に選定されている。

## 概要
金の採れる島として今昔物語にも登場する佐渡島であるが、西三川砂金山は1460年に本格的な開発が始まった島最古の金山とも言われ、採掘が行われた。しかし1872年に事実上閉山。その後1981年より観光客相手の砂金採りが始まり、1986年からは砂金まつりが行われるようになった。
こうした状況の中、観光資源と雇用の創出を同時に図るため当時の真野町によって打ち出されたのがゴールドパークである。松本町長を社長とする第三セクター「株式会社西三川ゴールドパーク」が町と佐渡汽船、新潟交通、地元のペンションなど民間7社による出資のもと1988年11月に発足（町の出資分は20%にとどまり、筆頭株主は佐渡汽船）。1989年から工事が始まり、事業は地域総合整備財団による資金貸付けの対象ともなった。
こうして1990年（平成2年）4月にオープン。複数コースを備える砂金採取場のほか、歴史資料室や土産品販売コーナー、町民が特産品を自由に持ち込んで販売する「町民広場」などが併設されている。駐車場は大型バス16台を含む100台を収容できるものが整備された。
砂金採り体験は、水槽で採る初級コース、人工河川の中級コース、そばを流れる川で採る上級コースの3コースから選べる。採れた砂金はケースに入れて持ち帰れるほか、追加料金を払えばその場でストラップやキーホルダーにもできる。小学校の修学旅行コースとしても多く利用されている。

## 交通アクセス
「ゴールドパーク」バス停が施設の目の前に設けられており、佐和田バスステーションと小木港を結ぶ新潟交通佐渡の路線バス「小木線」がこのバス停に停車する。
また、同社が運行する佐渡島内の定期観光バスの一部コースに当館が含まれている。

## 周辺
西三川川の上流には砂金採掘が行われた砂金山群（虎丸山など）が、その麓にはガラ石を石垣に転用した景観や農業用水路に転用された砂金江道跡が現在でも見られる笹川集落があり、これらは国の重要文化的景観に選定されている。